# 就实短期大学
就实短期大学（日语：／ Shüjitsu Daigaku Tanki Daigaku *），简称就短，是一所位于日本冈山县冈山市中区的私立短期大学。

## 概要

### 简介
- 学校最早可以追溯到1904年[1][2]。短期大学为于1953年开办[3][2]、由学校法人就实学园经营。招収只女学生从开办[4]。「去华就实」为学园训[5]。

### 历史
- 1953年 冈山就实短期大学成立并同时设置一个学科[2]。
  - 家政科（改编为家政科家政专攻于1976年、改编为生活科学科于1992年、再次改编为生活实践科学科于2011年）[2]
- 1965年 幼儿教育科成立（改名为幼儿教育学科于1992年、改编为幼儿教育保育学科于2004年、再次改编为幼儿教育学科于2007年）[2]。
- 1972年 两个学科即日文科、英文科成立（各自招生到1978年、正式停办于1980年）[2]。
- 1981年 改校名为就实短期大学[2]。
- 1990年 生活文化学科成立（前家政科生活文化专攻成立于1976年、以后改编为文化传播学科[注 7]、再次改名为实践传播学科[注 4]、招生到于2012年）[2]。
- 2004年 幼儿教育保育学科分离为两个专攻即幼儿教育专攻、保育专攻（但各自招生到2006年）[2]。

### 宪章
- 请参看就实短期大学的标志 （页面存档备份，存于） （日語） 2014年2月10日阅览。

## 学校环境
- 校区：在冈山县冈山市中区中区西川原1-6-1

## 历任校长
- 稻叶英男：现在短期大学校长[6]

## 组织

### 学科
- 生活实践科学科
- 幼儿教育学科

### 前学科
- 生活科学科[注 1]
- 幼儿教育保育学科[注 2]
  - 幼儿教育专攻[注 3]
  - 保育专攻[注 3]
- 实践传播学科[注 4][注 5]
- 日文科[注 6]
- 英文科[注 6]

### 专科
- 没有

### 业余课程
| - 没有 |

### 附属机关
| - 图书馆 |

## 相关链接
- 日本短期大学列表